# Franjo Lučić
Franjo pl. Lučić (Kuče kraj Velike Gorice, 31. ožujka 1889. – Zagreb, 16. ožujka 1972.), hrvatski skladatelj, orguljaš i glazbeni teoretičar.

## Životopis
Glazbeno obrazovanje tekao je na Muzičkoj školi Hrvatskoga glazbenog zavoda u Zagrebu na kojoj će postati i profesor teorijskih glazbenih predmeta. Glazbenu školu "Polyhimnia" osnovao je 1932. godine. Neko vrijeme bio je orguljaš zagrebačke katedrale. Kao skladatelj bio je sklon crkvenim i duhovnim oblicima, a u središtu zanimanja bile su mu orgulje. U opusu od 120-ak djela – skladbe za orgulje, orkestar, vokalna i crkvena glazba – ističu se Prva simfonija (1917.), jedna od prvih modernih hrvatskih simfonija, kantata Noć na Uni i Koncert za orgulje i orkestar, prvo djelo te vrste u hrvatskoj glazbi. U skladanju oslonjenome na tradiciju romantičara znalački se služio polifonijom, pozorno gradio glazbenu formu, vješto orkestrirao te se ponekad nadahnjivao pučkim melosom. Napisao je niz teorijskih djela i školskih udžbenika za predmete glazbene teorije, među kojima je osobito značajna "Polifona kompozicija" (1954.).
Dana 13. prosinca 1918. bio je izabran za župana Plemenite općine Turopoljske. Mandat mu je dvaput produljivan, tako da je kao župan djelovao punih devet godina.

## Vanjske poveznice
- LZMK / Proleksis enciklopedija: Lučić, Franjo
- Umjetnička škola Franje Lučića – Franjo pl. Lučić
- Ivan Nađ: Skladatelj, orguljaš, profesor i župan  Arhivirana inačica izvorne stranice od 3. rujna 2014. (Wayback Machine), Glas Koncila, Velika Gospa 2011., str. 32